# Барсбей аль-Ашраф
Аль-Ашраф Сайфуддін Барсбей (араб. الأشرف سيف الدين برسباي) — мамелюкський султан Єгипту з династії Бурджитів.

## Життєпис
За походженням черкес. Був спочатку рабом, потім мамлюком і зрештою охоронцем першого бурджитського султана Баркука. 2 травня 1418 року його було призначено наїбом (губернатором) Триполі. Пізніше він обійняв посаду вихователя Мухаммеда, сина султана Татара. Після смерті останнього спалахнув конфлікт між трьома групами емірів: одна підтримувала мамлюків султана, а еміри Барсбай і Тарібай виступали проти нього. Барсбай і Тарібай швидко отримали контроль над державою.
1422 року Барсбей, який уже був устадаром (управителем султанського палацу), Невдовзі почалися заворушення в північній Сирії. За цим напруженість між Барсбаєм і Тарібаєм загострилася, що призвело до війни, в якій Барсбай переміг. Тарібая було захоплено та ув'язнено в Александрії. 1 квітня 1422 року усунув від влади малолітнього сина султана Татара Мухаммада.
Разом з тим активно надавав кошти для архітектурних проєктів. У 1424 році султан побудував комплекс медресе-мечеті в самому серці Каїра на вулиці Аль-Муїзз.  Його правління відзначалося відносною безпекою та стабільністю, з невеликою кількістю війн чи повстань.
Здійснив з 1424 року три спроби завоювання Кіпру, який перебував у руках хрестоносців. 1426 року мамелюкська армія завоювала кіпрські міста, а король Кіпру Янус з династії Лузіньянів був взятий у полон. В обмін на звільнення визнав зверхність султана та зобов'язався сплачувати щорічну данину.
Впровадив монополію на торгівлю в Червоному морі між Єменом та Європою. У процесі він перенаправив торговельні шляхи в Індійському океані через Джидду (ближче до Каїра), а також запровадив державну монополію на цукор та перець. Його діяльність на Червоному морі включала остаточне знищення в 1426 році Айдхаба, колись важливого порту. Він зменшив митні збори, щоб залучити купців, доки Єгипет не став монополією на більшу частину торгівлі на Сході, що розгнівало венеційців та генуезців. Від сучасних отримав прізвисько «купецького султана» (араб. السلطان التاجر). Також встановив політичні таторгівельні відносини з Бенгальським султанатом.
Мав репутацію одночасно жадібної та запальної людини, але також щедрої до бідних та суфіїв. Так, 1426 року він збільшив розмір данини з Мекканського шаріфату з 20 тис. до 30 тис. срібних дірхемів. Того ж року наказав сплачувати султану частку від митних зборів (мукус) порту Шаріфа в Джидді. Також султан змусив шаріфа Бараката I погодитися з тим, що торговельну судна з Індостану не будуть сплачувати збори не в Шаріфі, а в Суеці, тобто напряму до султанової скарбниці.
У 1430 році Єгипет сильно постраждав від голоду внаслідок нашестя сарани й посухи та чуми. 1432 року очолив похід проти Кара Османа, бея Ак-Коюнлу, васала Шахрух Мірзи, в якому вбачав загрозу. Але захопити ворожу столицю Діярбакір не вдалося. У 1434 році звів власний мавзолейний комплекс, який включав медресе та ханаку, що був побудований на Північному кладовищі Каїра. 1437 року звів мечеть  місті Аль-Ханка, на північ від Каїра.
Після смерті Барсбея 1438 року трон успадкував його син Юсуф, який того ж року був усунутий своїм опікуном Джакмаком